# Opatovice (Moravia meridionale)
Opatovice (in tedesco Opatowitz) è un comune della Repubblica Ceca facente parte del distretto di Brno-venkov, in Moravia Meridionale.